# Parador de Ronda

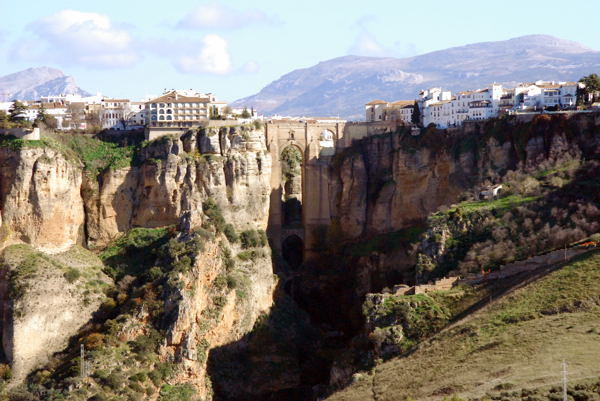
Edificio del Parador de Ronda sobre el Tajo y junto al Puente Nuevo.

El Parador de Ronda es uno de los alojamientos turísticos perteneciente a la red de Paradores Nacionales de Turismo, situado el centro de la ciudad de Ronda.
Inaugurado en 1994, está ubicado al borde del Tajo de Ronda y junto al Puente Nuevo, cuenta con vistas de la Garganta del Tajo y del Valle de Los Molinos con el Río Guadalevín. El edificio principal es el antiguo Ayuntamiento de Ronda, del que se conserva la fachada principal con una galería de soportales. El resto del complejo se asienta sobre los terrenos de lo que fue la plaza de Abastos Central hasta 1974, y otros terrenos anexos donde se iba a construir la estación de un funicular sobre el Tajo de Ronda. Alrededor del Parador hay un paseo abierto al público con terrazas y miradores.
El parador dispone de 78 habitaciones, restaurante y cafetería con salones, jardines con piscina y aparcamiento subterráneo. Es uno de los hoteles más modernos de la red.